# Мала Андронівка
Мала́ Андроні́вка — село в Україні, у Скадовській міській громаді Скадовського району Херсонської області. Населення становить 24 особи.

## Історія
Відповідно до Розпорядження Кабінету Міністрів України від 12 червня 2020 року № 726-р «Про визначення адміністративних центрів та затвердження територій територіальних громад Херсонської області» увійшло до складу Скадовської міської громади.
24 лютого 2022 року село тимчасово окуповане російськими військами під час російсько-української війни.

## Населення
Згідно з переписом УРСР 1989 року чисельність наявного населення села становила 24 особи, з яких 8 чоловіків та 16 жінок.
За переписом населення України 2001 року в селі мешкали 24 особи.

### Мова
Розподіл населення за рідною мовою за даними перепису 2001 року:
| Мова       | Кількість | Відсоток |
| ---------- | --------- | -------- |
| українська | 21        | 87.5%    |
| російська  | 3         | 12.5%    |
| Усього     | 24        | 100%     |